# 공화국의 날 (인도)

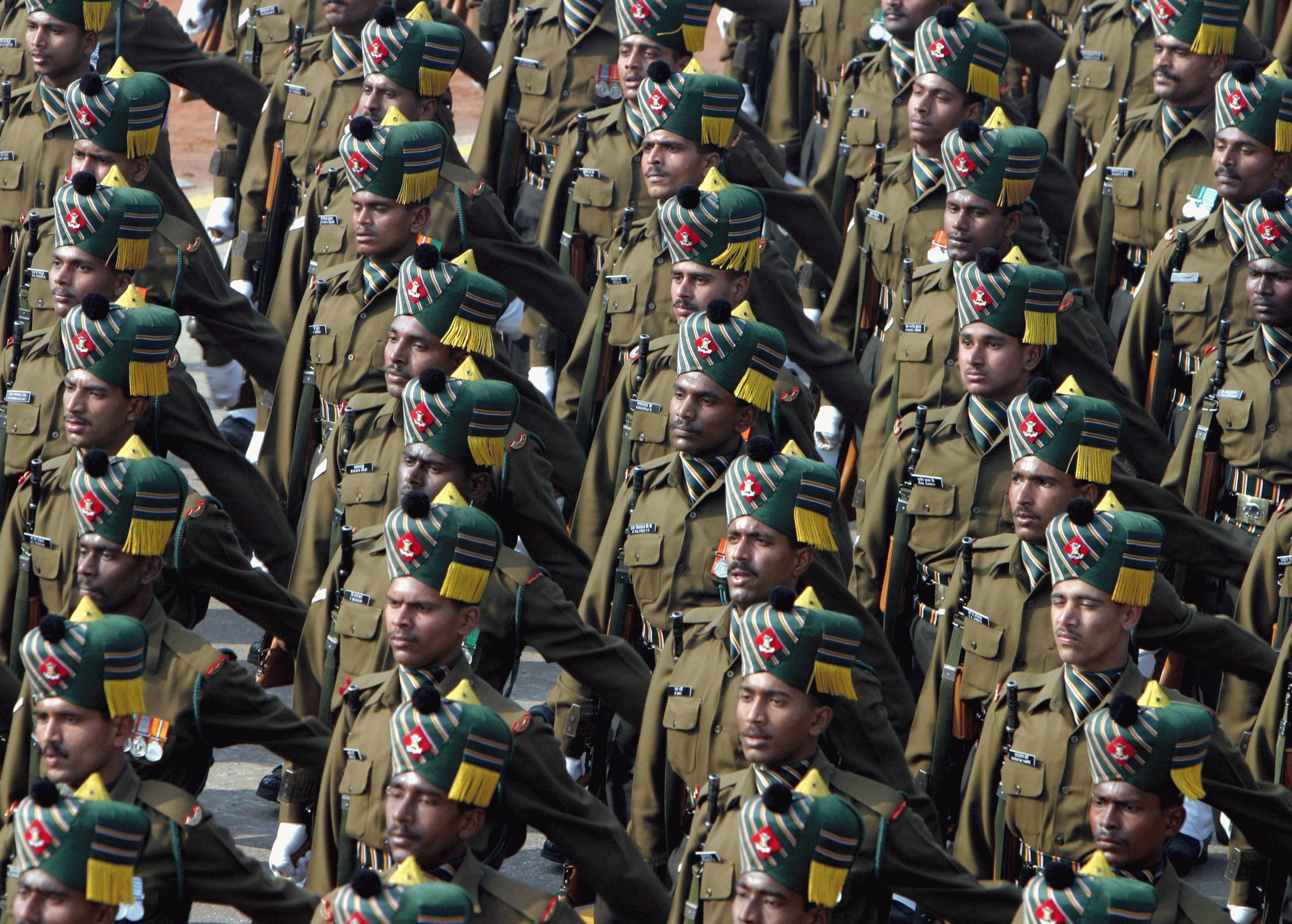

인도의 공화국의 날은 공휴일로, 1월 26일에 해당한다. 1950년 1월 26일에 인도 헌법이 발포되고 공화국이 된 것을 기념하는 날이다.

## 개요
8월 15일에 해당하는 독립기념일은 1947년에 영연방 왕국으로 인도 연방이 성립하여 독립국을 축하하는 날로, 공화국의 날과는 별개이다.

## 행사
공화국의 날 행사는 인도 육군에 의해 수도 뉴델리에서 퍼레이드가 열린다.
최근 들어서, 행사에 외국 정상이 주빈으로 초청하는 것이 관례로 되어 있다.

## 같이 보기
- 인도의 역사